# Републикански път III-4403
Републикански път IIІ-4403 е третокласен път, част от Републиканската пътна мрежа на България, преминаващ изцяло по територията на Габровска област. Дължината му е 16,5 km.
Пътят се отклонява наляво при 29,4 km на Републикански път II-44 в центъра на град Габрово и се насочва на север през западната част на платото Стражата. Преминава последователно през кварталите „Трендафил“ и „Русевци“ на град Габрово и селата Рязковци, Седянковци, Ветрово, Читаковци, Шипчените, Сейковци и Кози рог, след което слиза от платото и югоизточно от село Ловнидол се свързва с Републикански път III-4041 при неговия 13,7 km.
| Пътища, отклоняващи се надясно (населено място, № на пътя, посока на пътя) | km   | Пътища, отклоняващи се наляво (посока на пътя, № на пътя, населено място) |
| -------------------------------------------------------------------------- | ---- | ------------------------------------------------------------------------- |
| Община Габрово, II-44, 29,4 km, гр. Габрово ←                              | 0,0  | ← гр. Габрово, 29,4 km, II-44, Община Габрово                             |
| кв. „Трендафил“, гр. Габрово                                               | 1,6  | → гр. Габрово, кв. „Трендафил“, общински път (за с. Киевци)               |
| (от 142 km на I-5) III-5004, 4,4 km, с. Рязковци →                         | 3,4  | → с. Рязковци, 4,4 km, III-5004 (до гр. Габрово, кв. „Велчевци“)          |
| с. Седянковци                                                              | 5,2  | с. Седянковци                                                             |
| (за с. Бекриите) общински път, с. Ветрово ←                                | 6    | → с. Ветрово, общински път (за с. Свинарски дол)                          |
| с. Читаковци                                                               | 7,1  | с. Читаковци                                                              |
| (за с. Бялково) общински път, с. Шипчените ←                               | 8,5  | с. Шипчените                                                              |
|                                                                            | 9,4  | → общински път (за селата Живко и Влайчовци)                              |
| с. Сейковци                                                                | 10,3 | с. Сейковци                                                               |
| (за с. Спанци) общински път, с. Кози рог ←                                 | 11,7 | с. Кози рог                                                               |
| Община Севлиево                                                            | 15,9 | Община Севлиево                                                           |
| (до гр. Дряново) III-4041, 13,7 km ←                                       | 16,5 | ← 13,7 km, III-4041 (от гр. Севлиево)                                     |